# سانتا ئوخنیا د برگا
سانتا ئوخنیا د برگا (به اسپانیایی: Santa Eugènia de Berga) یک شهرستان در اسپانیا است که در بارسلون واقع شده‌است.